# Howella zina
Howella zina är en fiskart som beskrevs av Fedoryako, 1976. Howella zina ingår i släktet Howella och familjen Howellidae. Inga underarter finns listade i Catalogue of Life.